# سوكون
سوكون (بالإنجليزية: Sqoon)‏ (باليابانية: スクーン) ، هي لعبة إلكترونية من نوع «شوتم آب» أي لعبة إطلاق النار، صدرت عام 1986 في اليابان، وفي شهر سبتمبر عام 1987م صدرت باللغة الإنجليزية، وتدعم نظام نينتندو انترنتمنت سيستم.

## قصة اللعبة
تبدأ قصة اللعبة عن قيام وزارة الدفاع الأمريكية البنتاغون بإبلاغ صاحب الغواصة العسكرية بغرض إنقاذ ماتبقى من المدنيين بعد غرق البلد بأكمله.
وتظهر في بداية عرض اللعبة عبارة باللغة اليابانية بالأحرف اللاتينية «رومانجي» :
SOS...SOS... OTOTOSEIJIN NO SHINRYAKU ARI KYSOKU NI KAIMEN JOSYOSERI SQOON SYUTSUGEKI SEYO KAITEI NI HEIWAO!
U.S.A. PENTAGON

## مهمة اللعبة
يقوم بطل اللعبة صاحب الغواصة بإنقاذ عدد من المدنيين الذين تعرضوا للغرق ويجب إطلاق الصواريخ المتعددة تجاه كل من يعرقل طريق الغواصة، وكما يجب أن ينقذ أرواح الناس من أسماك القرش.

## وصلة خارجية
- سوكون guide في موقع ستراتيجي ويكي
- Sqoon at Hardcore Gaming 101
- Sqoon at classicgaming.com